# Sobarocephala reducta
Sobarocephala reducta är en tvåvingeart som beskrevs av Soos 1965. Sobarocephala reducta ingår i släktet Sobarocephala och familjen träflugor. Inga underarter finns listade i Catalogue of Life.